# Chez Louis
Chez Louis is een lied van Pussycat. Het werd in 1983 uitgebracht op een single en op hun album After all. Daarnaast verscheen het op de verzamelalbums 25 jaar na Mississippi (2001), The complete collection (2004), Alle 40 goed (2010)
Het nummer werd geschreven door Werner Theunissen. Op de B-kant van de single staat het nummer Say one word. De single werd geproduceerd door Günter Lammers en Juan Bastós.
Het lied memoreert de optredens bij Chez Louis, een muziekclub met neonlichten en tweederangs artiesten. Desondanks kreeg iedereen er applaus en niemand was er alleen. De zangeres vraagt zich af of ze nog eens zoveel te zien krijgt of dat ze weggedragen wordt naar een leven in eenzaamheid.